# Flughafen Sandnessjøen, Stokka

i7
i11
i13
Der Flughafen Sandnessjøen, Stokka (norwegisch Sandnessjøen lufthavn, Stokka, (IATA-Code: SSJ, ICAO-Code: ENST)) ist ein nordnorwegischer Flughafen in der Provinz Nordland.
Er befindet sich an der Atlantikküste auf dem Gebiet der Kommune Alstahaug, rund zehn Kilometer südwestlich der Ortschaft Sandnessjøen. Betreiber des Flughafens ist das norwegische Staatsunternehmen Avinor.
Der Flughafen wird nur von der norwegischen Regionalfluggesellschaft Widerøe angeflogen (Stand September 2023). Direkte Linienflugverbindungen gibt es nach Bodø und Trondheim.